# Pachysomoides stupidus
Pachysomoides stupidus är en stekelart som först beskrevs av Cresson 1874.  Pachysomoides stupidus ingår i släktet Pachysomoides och familjen brokparasitsteklar. Inga underarter finns listade i Catalogue of Life.